# Morte apparente

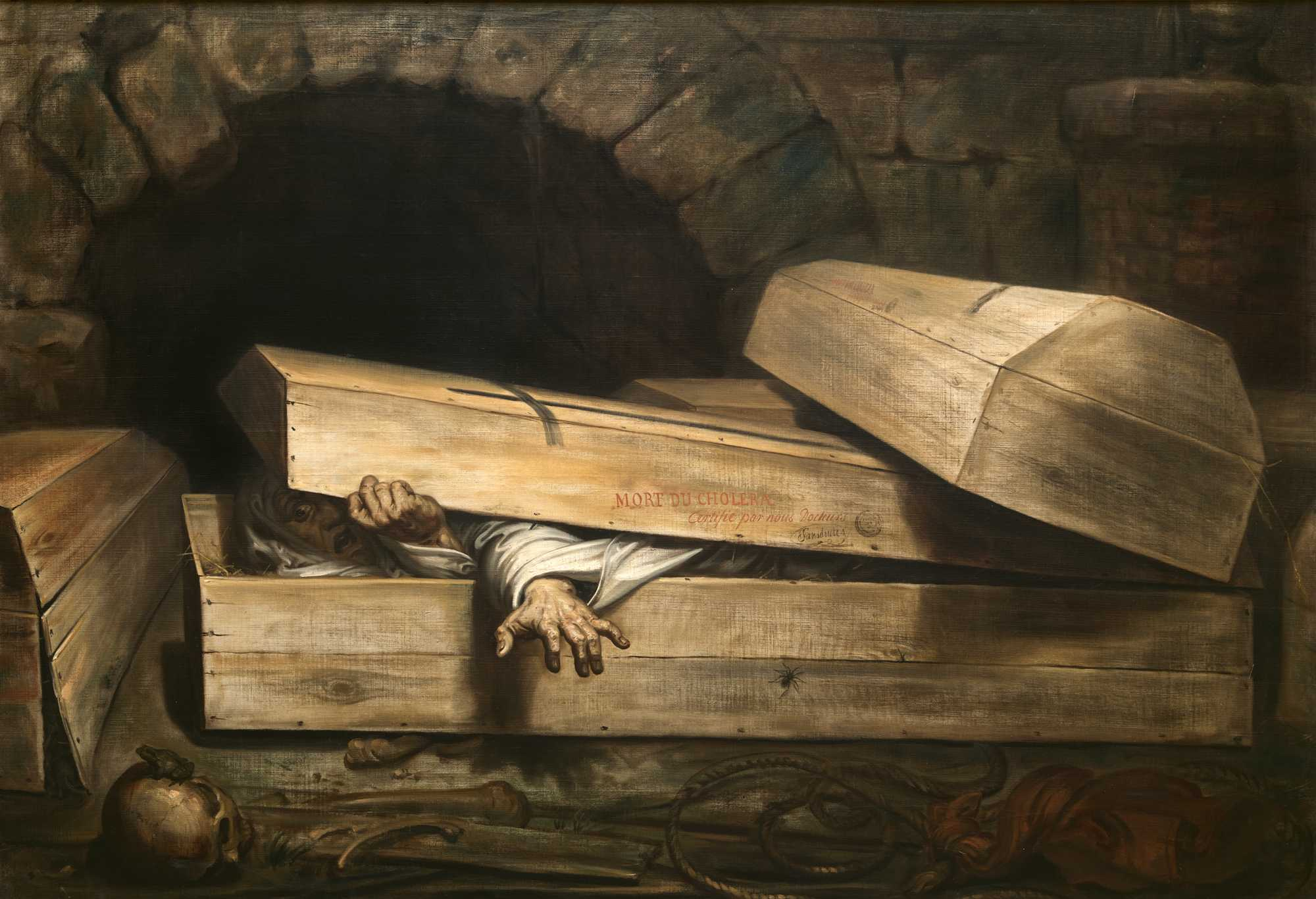
Il sepolto vivo, dipinto del pittore belga Antoine Wiertz (1854)

La morte apparente è uno stato caratterizzato da perdita della coscienza e della sensibilità, impossibilità di percepire il battito cardiaco e i movimenti respiratori, assenza dei riflessi, flaccidità muscolare e rilasciamento degli sfinteri, cosicché un soggetto appare morto pur essendo ancora in vita. La prova dello specchietto, che rivela la presenza di respirazione tramite condensazione del fiato su uno specchio posto appena sotto le narici, è negativa. La temperatura del corpo può abbassarsi, di solito fino a 24 °C, ma anche sotto questa soglia se è stato proprio il raffreddamento la causa dello stato di morte apparente.

## Cause
Tra le possibili cause di morte apparente si annoverano:
- sincope
- folgorazione
- congelamento
- aritmia ipocinetica

- Nel III e IV stadio dell'asfissia, si ha un arresto cardiaco da ipossia e riduzione di attività dei centri bulbari. Tuttavia il cuore conserva la propria capacità contrattile e può essere riavviato tramite stimolazione elettrica.

## Aspetti medico-legali
Secondo la legge italiana (DPR n. 285/1990, art.9), in caso di sospetta morte apparente l'osservazione del soggetto deve essere protratta per non meno di 48 ore.

## La morte apparente nella storia
La morte apparente è stata, fin dall'antichità, oggetto di una letteratura specifica che spazia tra teoria medica e cultura popolare, quest'ultima impressionata, soprattutto nei secoli XVIII e XIX, dal timore del seppellimento prematuro.